# 家家悦
家家悦（上交所：603708）是一家中国连锁超市集团。截至2024年6月，门店总数1097家，其中直营门店997家、加盟店100家。

## 历史
前身是成立于1974年的山东省威海市糖业烟酒公司，1981年改制完成，1995年在山东威海开办第一家连锁店，2016年12月在上海证券交易所挂牌上市。2018年从山东省开始扩展到全国经营。